# Оливье, Эмиль (писатель)
Эмиль Оливье (фр. Émile Ollivier; 11 февраля 1940, Порт-о-Пренс — 10 ноября 2002, Монреаль) — писатель гаитянского происхождения, член Академии искусств Квебека.

## Биография
Эмиль Оливье родился в 1940 году в Порт-о-Пренсе. После окончания лицея в родном городе, изучал философию в норвежской гимназии и литературу и психологию во Франции. После прихода к власти Дювалье Оливье уезжает из Гаити и обустраивается в 1965 году в Квебеке. Сперва работает школьным учителем в городе Амос (северо-восточный Квебек), а затем перебирается в Монреаль, где работает координатором Министерства образования Квебека с 1973 по 1976 года. С 1977 по 1980 год он был администратором университета Квебека в Монреале. Был профессором андрагогики в отделе образования Монреальского университета в течение 25 лет.
Умер в Монреале в возрасте 62 лет.

## Награды
- кавалер Национального ордена Квебека (1993)
- кавалер Ордена искусств и литературы Франции (2000)

## Основные труды и достижения
В честь его в 2004 году Высшим советом французского языка в сотрудничестве с секретариатом правительства Квебека по канадским межправительственным вопросам была утверждена премия имени Эмиля Оливье, вручавшаяся за литературные достижения в жанрах, в которых работал сам Эмиль Оливье.
- эссе 1946/1976: Trente ans de Pouvoir Noir en Haïti (1976), в соавторстве
- рассказы Paysage de l’aveugle (1977)
- роман Mère-solitude (1983)
- роман La discorde aux cents voix (1986)
- роман Passages (1991)
- эссе Repenser Haïti (1992), в соавторстве
- роман Les urnes scellées (1995)
- роман Mille Eaux (1999)
- эссе Repérages (2001)
- роман La Brûlerie (2005), опубликован после смерти